# Mieczysław Rybak
Mieczysław Rybak (ur. 10 grudnia 1921 w Ceniawach, zm. 2003) – polski inżynier, profesor nauk technicznych o specjalności budowa mostów.